# Steve Knight
Steve Knight (12. května 1935 – 19. ledna 2013) byl americký hudebník, který v 70. letech působil jako hráč na klávesové nástroje ve skupině Mountain.
Knight se narodil v New Yorku v umělecké rodině. Od roku 1938 do roku 1950 žila jeho rodina ve Woodstocku ve státě New York.
V roce 1950 se jeho otec stal profesorem Columbia University a tak se rodina přestěhovala do New Yorku. V roce 1952 Knight absolvoval střední školu (New Lincoln School) a téhož roku byl přijat na Columbia University, kde v letech 1952–1959 studoval umění, hudbu a psychologii.
V letech 1959–1968 Knight nahrával nebo byl členem různých skupin jako byli The Feejon Group, The Peacemakers, Devil's Anvil a Wings (nezaměňovat se skupinou Paula McCartneyho). V roce 1969 založil producent/zpěvák/baskytarista Felix Pappalardi skupinu Mountain. V původní sestavě byli ještě Leslie West (kytara/zpěv) a N.D. Smart (bicí). Před vydáním debutového alba Mountain Climbing!, Pappalardi, který znal Knighta z předchozích hudebních uskupení, přizval ho do skupiny jako hráče na klávesy. Corky Laing nahradil Smarta u bicích. Skupina začátkem 70. let hodně koncertovala a nahrávala (3 zlatá alba), ale v roce 1972 skončila. Knight se pak vrátil k tradičnímu jazzu. Dalších dvacet pět let pracoval jako hudební skladatel a příležitostný hudebník.
V 90. letech opustil New York City a vrátil se do Woodstocku. V listopadu 1999 byl zvolen členem rady města Woodstock.
Podruhé byl zvolen v roce 2003. V roce 2007 Knight do třetího čtyřletého období nekandidoval, dal přednost svému osobnímu životu a zaměřil se na své hudební projekty.